# George Herbert de Carnarvon
George Edward Stanhope Molyneux Herbert, V conde de Carnarvon (castillo de Highclere, Hampshire, 26 de junio de 1866–El Cairo, Egipto, 5 de abril de 1923) vulgarmente llamado lord Carnarvon, fue un aristócrata inglés conocido por ser el mecenas que financió la excavación de la tumba del faraón Tutankamón de Egipto, en el Valle de los Reyes.        

## Biografía
Nacido en el sur de Newbury, Berkshire el 26 de junio de 1866, hijo de Henry Herbert, conde de Carnarvon. George Herbert accedió al título Carnarvon en 1890. Carnarvon se casó con Almina Victoria Maria Alexandra Wombwell, hija de Marie Boyer, esposa de Frederick Charles Wombwell, pero su padre pudo ser Alfred Rothschild, miembro de la familia, quien hizo a Lady Carnarvon su heredera. De este matrimonio nació Evelyn Beauchamp quien acompañará a su padre y a Howard Carter en la apertura de la tumba de Tutankamón.

## Egiptólogo aficionado
En 1903, debido a un accidente de coche ocurrido en Alemania, la salud de Lord Carnarvon se vio deteriorada y aconsejado por sus médicos, decidió pasar los inviernos en Egipto, evitando así la húmedas y frías condiciones climatológicas de Inglaterra en dicha estación. Es por ello que de ese modo, se convirtió en un entusiasta de la egiptología, convirtiéndose en 1907 en mecenas de Howard Carter para la excavación de tumbas reales en la necrópolis de Tebas. 
Fue en 1922 cuando ambos abrieron la tumba de Tutankamón en el Valle de los Reyes, encontrando tesoros sin igual en la historia de la arqueología. Varios meses después del descubrimiento (5 de abril de 1923), Carnarvon murió repentinamente en el hotel Savoy de El Cairo, dando lugar a la leyenda de la "maldición de Tutankamon". Su muerte, posiblemente se debió a septicemia causada por la picadura de un mosquito infectado con erisipela. 
Cinco meses más tarde, en septiembre de 1923 su medio hermano, el Coronel Aubrey Herbert, quien también estuvo presente durante las excavaciones de la tumba del faraón, también falleció, reforzando con ello la leyenda de la maldición. 
Su colega y protegido, Howard Carter, moriría dieciséis años más tarde, en 1939.
La tumba de Carnarvon, propia de un arqueólogo, se encuentra en un antiguo fuerte sobre una colina en Beacon Hill, Hampshire.